# Jutigny
Jutigny est une commune française située dans le département de Seine-et-Marne en région Île-de-France.

## Géographie

### Localisation
La commune est située à environ 53,7 kilomètres par la route, à l’est de Melun.

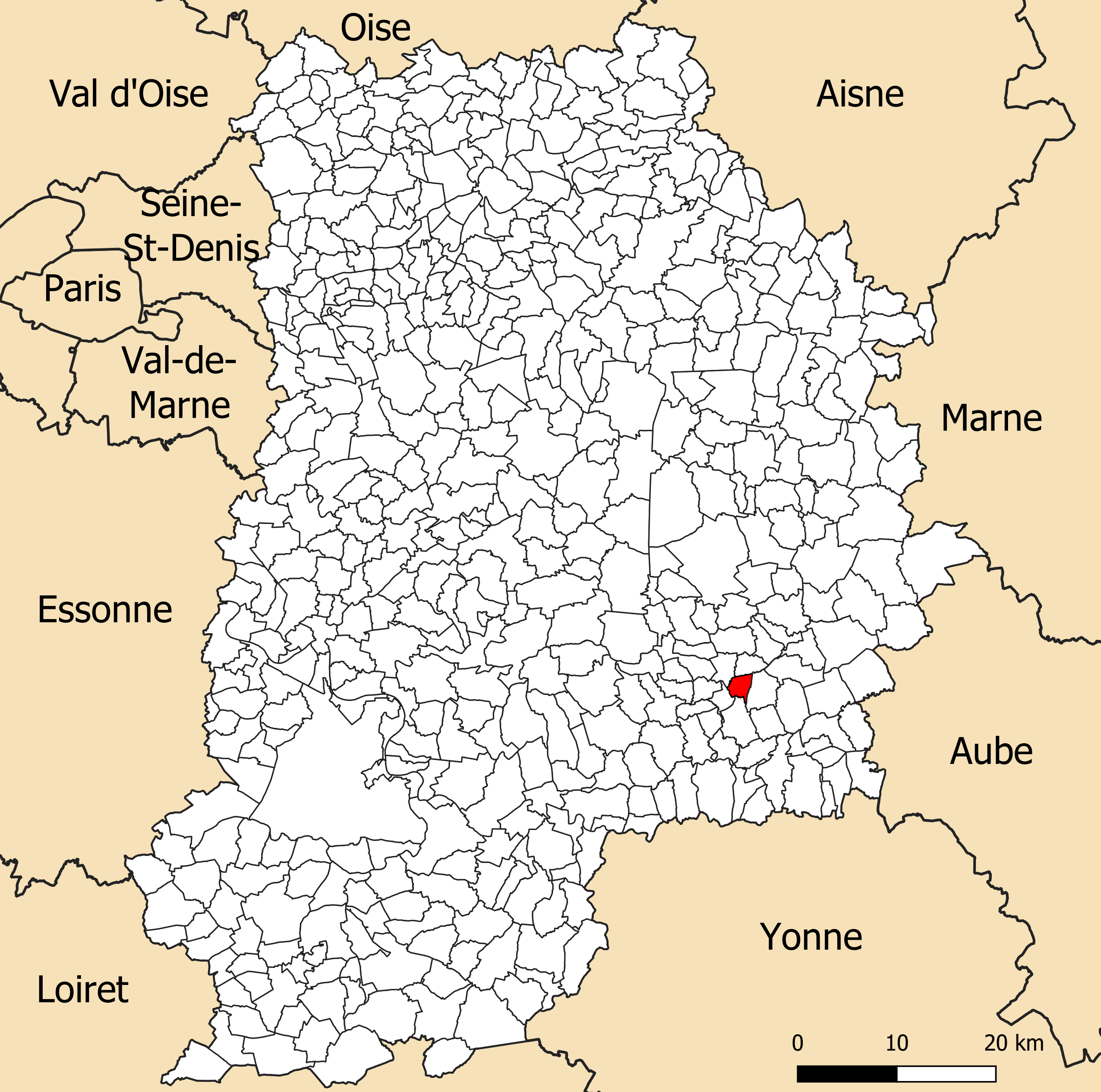
Localisation de la commune de Jutigny dans le département de Seine-et-Marne.

### Communes limitrophes
|       | Longueville           |            |
| Paroy | Jutigny               | Chalmaison |
|       | Les Ormes-sur-Voulzie |            |

### Géologie et relief
L'altitude de la commune varie de 61 mètres à 136 mètres pour le point le plus haut, le centre du bourg se situant à environ 69 mètres d'altitude (mairie). Elle est classée en zone de sismicité 1, correspondant à une sismicité très faible.

### Hydrographie

#### Réseau hydrographique

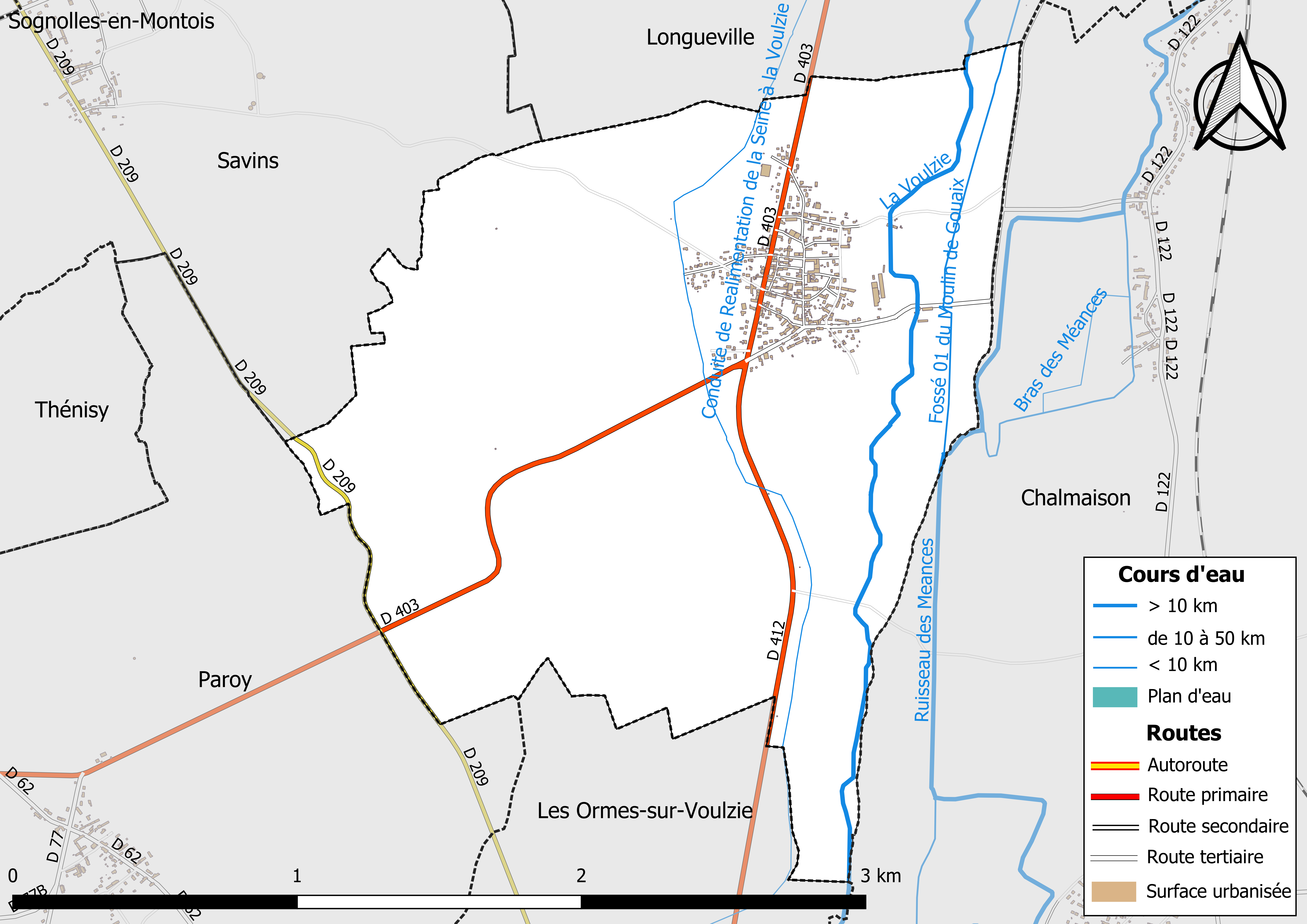
Carte des réseaux hydrographique et routier de Jutigny.

Le réseau hydrographique de la commune se compose de trois cours d'eau référencés :
- la rivière Voulzie, longue de 43,86 km[4], affluent de la Seine en rive droite ;
- le ruisseau des Méances[Note 2], long de 27,14 km[5], affluent de la Seine en rive droite ;
  - le fossé 01 du Moulin de Gouaix, 1,78 km[6] qui conflue avec le ruisseau des Méances.

Par ailleurs, son territoire est également traversé par le canal des Ormes, aqueduc, conduite forcée de 24,31 km qui conflue avec la Voulzie ;
La longueur totale des cours d'eau sur la commune est de 7,61 km.

#### Gestion des cours d'eau
Afin d’atteindre le bon état des eaux imposé par la Directive-cadre sur l'eau du 23 octobre 2000, plusieurs outils de gestion intégrée s’articulent à différentes échelles : le SDAGE, à l’échelle du bassin hydrographique, et le SAGE, à l’échelle locale. Ce dernier fixe les objectifs généraux d’utilisation, de mise en valeur et de protection quantitative et qualitative des ressources en eau superficielle et souterraine. Le département de Seine-et-Marne est couvert par six SAGE, au sein du bassin Seine-Normandie.
La commune fait partie du SAGE « Bassée Voulzie », en cours d'élaboration en décembre 2020. Le territoire de ce SAGE concerne 144 communes dont 73 en Seine-et-Marne, 50 dans l'Aube, 15 dans la Marne et 6 dans l'Yonne, pour une superficie de 1 710 km2,. Le pilotage et l’animation du SAGE sont assurés par Syndicat Mixte Ouvert de l’eau potable, de l’assainissement collectif, de l’assainissement non collectif, des milieux aquatiques et de la démoustication (SDDEA), qualifié de « structure porteuse ».

### Climat
Pour des articles plus généraux, voir Climat de l'Île-de-France et Climat de Seine-et-Marne.
En 2010, le climat de la commune est de type climat océanique dégradé des plaines du Centre et du Nord, selon une étude du CNRS s'appuyant sur une série de données couvrant la période 1971-2000. En 2020, Météo-France publie une typologie des climats de la France métropolitaine dans laquelle la commune est exposée à un climat océanique altéré et est dans la région climatique Nord-est du bassin Parisien, caractérisée par un ensoleillement médiocre, une pluviométrie moyenne régulièrement répartie au cours de l’année et un hiver froid (3 °C).
Pour la période 1971-2000, la température annuelle moyenne est de 11 °C, avec une amplitude thermique annuelle de 15,7 °C. Le cumul annuel moyen de précipitations est de 709 mm, avec 10,9 jours de précipitations en janvier et 7,5 jours en juillet. Pour la période 1991-2020, la température moyenne annuelle observée sur la station météorologique la plus proche, située sur la commune de Voulton à 15 km à vol d'oiseau, est de 11,3 °C et le cumul annuel moyen de précipitations est de 740,8 mm,. Pour l'avenir, les paramètres climatiques de la commune estimés pour 2050 selon différents scénarios d'émission de gaz à effet de serre sont consultables sur un site dédié publié par Météo-France en novembre 2022.

### Milieux naturels et biodiversité
Aucun espace naturel présentant un intérêt patrimonial n'est recensé sur la commune dans l'inventaire national du patrimoine naturel,,.

## Urbanisme

### Typologie
Au 1er janvier 2024, Jutigny est catégorisée ceinture urbaine, selon la nouvelle grille communale de densité à sept niveaux définie par l'Insee en 2022.
Elle est située hors unité urbaine. Par ailleurs la commune fait partie de l'aire d'attraction de Paris, dont elle est une commune de la couronne,. Cette aire regroupe 1 929 communes,.

### Lieux-dits et écarts
La commune compte 49 lieux-dits administratifs répertoriés consultables ici.

### Occupation des sols
L'occupation des sols de la commune, telle qu'elle ressort de la base de données européenne d’occupation biophysique des sols Corine Land Cover (CLC), est marquée par l'importance des territoires agricoles (76 % en 2018), une proportion sensiblement équivalente à celle de 1990 (75,3 %). La répartition détaillée en 2018 est la suivante : 
terres arables (70,6% ), forêts (16,8% ), zones urbanisées (7,2% ), zones agricoles hétérogènes (5,4 %).
Parallèlement, L'Institut Paris Région, agence d'urbanisme de la région Île-de-France, a mis en place un inventaire numérique de l'occupation du sol de l'Île-de-France, dénommé le MOS (Mode d'occupation du sol), actualisé régulièrement depuis sa première édition en 1982. Réalisé à partir de photos aériennes, le Mos distingue les espaces naturels, agricoles et forestiers mais aussi les espaces urbains (habitat, infrastructures, équipements, activités économiques, etc.) selon une classification pouvant aller jusqu'à 81 postes, différente de celle de Corine Land Cover,,. L'Institut met également à disposition des outils permettant de visualiser par photo aérienne l'évolution de l'occupation des sols de la commune entre 1949 et 2018.

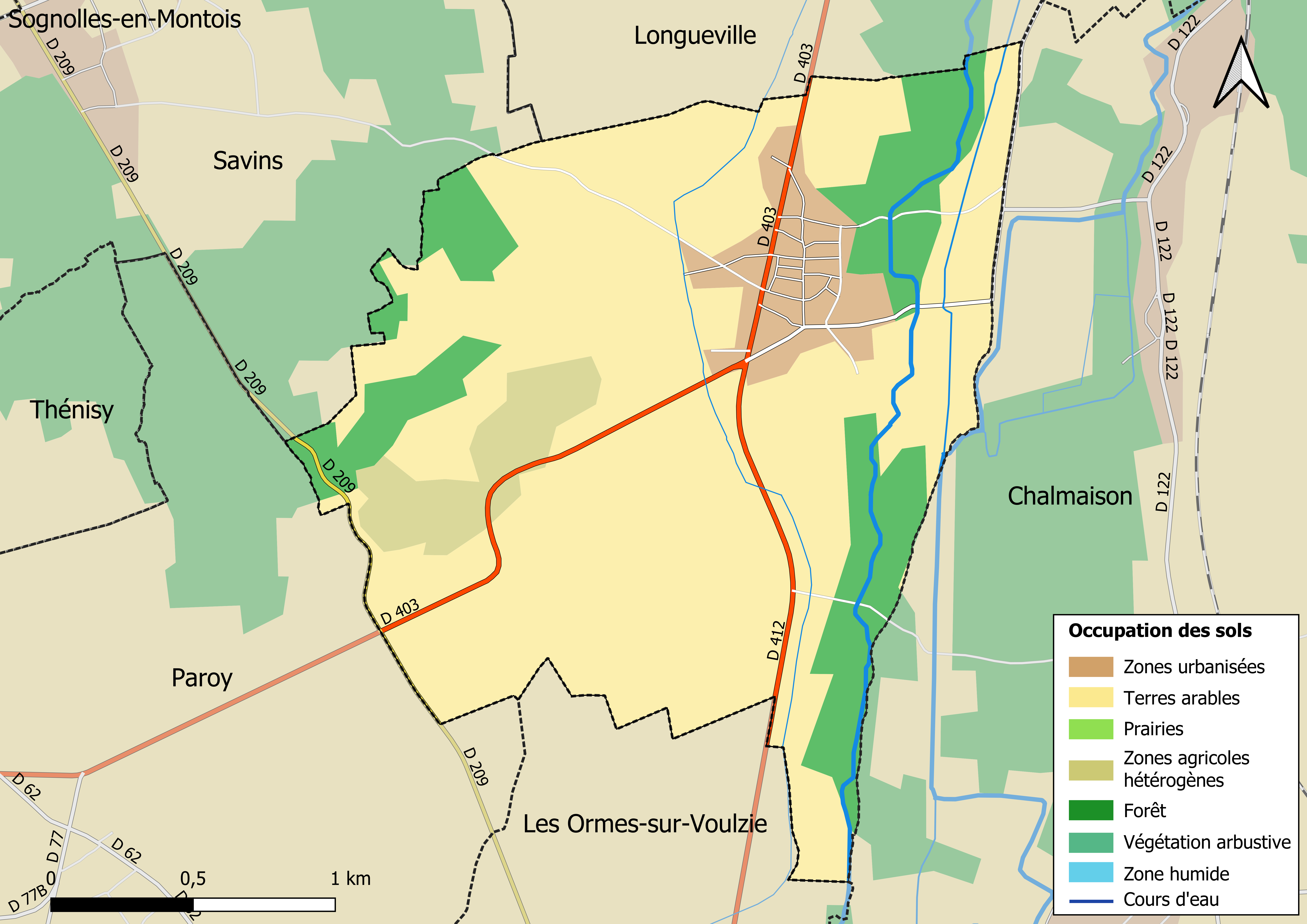
Carte des infrastructures et de l'occupation des sols en 2018 (CLC) de la commune.
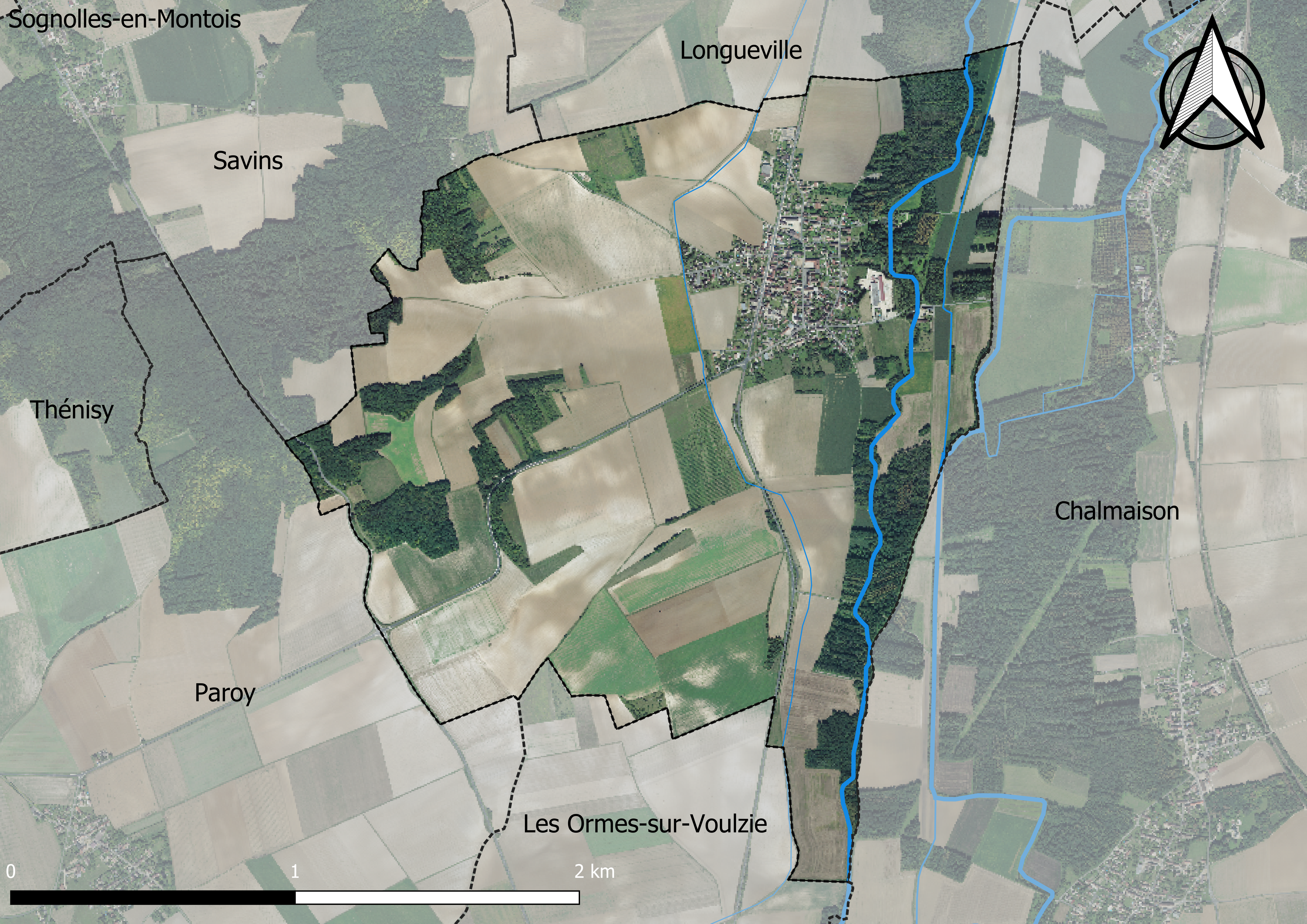
Carte orhophotogrammétrique de la commune.

### Planification
La loi SRU du 13 décembre 2000 a incité les communes à se regrouper au sein d’un établissement public, pour déterminer les partis d’aménagement de l’espace au sein d’un SCoT, un document d’orientation stratégique des politiques publiques à une grande échelle et à un horizon de 20 ans et s'imposant aux documents d'urbanisme locaux, les PLU (Plan local d'urbanisme). La commune est dans le territoire du SCOT Grand Provinois, dont le projet a été arrêté le 29 janvier 2020, porté par le syndicat mixte d’études et de programmation (SMEP) du Grand Provinois, qui regroupe les Communautés de Communes du Provinois et de Bassée-Montois, soit 82 communes.
La commune disposait en 2019 d'un plan local d'urbanisme en révision. Le zonage réglementaire et le règlement associé peuvent être consultés sur le Géoportail de l'urbanisme.

### Logement
En 2016, le nombre total de logements dans la commune était de 265 dont 91 % de maisons et 9 % d'appartements.
Parmi ces logements, 87,6 % étaient des résidences principales, 5,2 % des résidences secondaires et 7,2 % des logements vacants.
La part des ménages fiscaux propriétaires de leur résidence principale s'élevait à 79,1 % contre 16,2 % de locataires et 4,7 % logés gratuitement.

## Toponymie
Le nom de la localité est attesté sous la forme Justeigni vers 1222.
Du latin Justiniacum, « domaine de Justinius ».

## Histoire
Commune créée par démembrement de la commune de Paroy par arrêté du 7 février 1870.

## Politique et administration
| Période                                  | Période  | Identité          | Étiquette | Qualité     |
| ---------------------------------------- | -------- | ----------------- | --------- | ----------- |
| Les données manquantes sont à compléter. |          |                   |           |             |
| juillet 1871                             |          | Joseph Legeret    |           |             |
| janvier 1881                             |          | Adolphe Messageot |           |             |
| janvier 1882                             |          | Pierre Legueux    |           |             |
| mai 1888                                 |          | Cyprien Mignot    |           |             |
| mai 1900                                 |          | Alfred Legueux    |           |             |
| février 1907                             |          | Jules Messageot   |           |             |
| décembre 1919                            |          | Marc Lhermey      |           |             |
|                                          |          |                   |           |             |
| décembre 1947                            |          | Daniel Mignot     |           |             |
| mars 1959                                |          | Georges Didier    |           |             |
| mars 1965                                |          | Bernard Hamel     |           |             |
| mars 1983                                |          | Camille Legueux   |           | Retraité    |
| mars 2001                                | 2014     | Christian Lombard |           | Agriculteur |
| mars 2014                                | En cours | Fabrice Genon     |           | Retraité    |

## Équipements et services

### Eau et assainissement
L’organisation de la distribution de l’eau potable, de la collecte et du traitement des eaux usées et pluviales relève des communes. La loi NOTRe de 2015 a accru le rôle des EPCI à fiscalité propre en leur transférant cette compétence. Ce transfert devait en principe être effectif au 1er janvier 2020, mais la loi Ferrand-Fesneau du 3 août 2018 a introduit la possibilité d’un report de ce transfert au 1er janvier 2026,.

#### Assainissement des eaux usées
En 2020, la commune de Jutigny gère le service d’assainissement collectif (collecte, transport et dépollution) en régie directe, c’est-à-dire avec ses propres personnels.
L’assainissement non collectif (ANC) désigne les installations individuelles de traitement des eaux domestiques qui ne sont pas desservies par un réseau public de collecte des eaux usées et qui doivent en conséquence traiter elles-mêmes leurs eaux usées avant de les rejeter dans le milieu naturel. La communauté de communes de la Bassée - Montois (CCBM) assure pour le compte de la commune le service public d'assainissement non collectif (SPANC), qui a pour mission de vérifier la bonne exécution des travaux de réalisation et de réhabilitation, ainsi que le bon fonctionnement et l’entretien des installations,.

#### Eau potable
En 2020, l'alimentation en eau potable est assurée par le syndicat de l'Eau de l'Est seine-et-marnais (S2E77) qui en a délégué la gestion à l'entreprise Veolia, dont le contrat expire le 15 avril 2032,,.

## Population et société

### Démographie
L'évolution du nombre d'habitants est connue à travers les recensements de la population effectués dans la commune depuis 1872. Pour les communes de moins de 10 000 habitants, une enquête de recensement portant sur toute la population est réalisée tous les cinq ans, les populations de référence des années intermédiaires étant quant à elles estimées par interpolation ou extrapolation. Pour la commune, le premier recensement exhaustif entrant dans le cadre du nouveau dispositif a été réalisé en 2007.

En 2022, la commune comptait 542 habitants, en évolution de −0,91 % par rapport à 2016 (Seine-et-Marne : +3,92 %, France hors Mayotte : +2,11 %).
| 1872 | 1876 | 1881 | 1886 | 1891 | 1896 | 1901 | 1906 | 1911 |
| ---- | ---- | ---- | ---- | ---- | ---- | ---- | ---- | ---- |
| 325  | 317  | 328  | 357  | 352  | 367  | 343  | 342  | 351  |

| 1921 | 1926 | 1931 | 1936 | 1946 | 1954 | 1962 | 1968 | 1975 |
| ---- | ---- | ---- | ---- | ---- | ---- | ---- | ---- | ---- |
| 341  | 345  | 383  | 363  | 353  | 359  | 310  | 340  | 422  |

| 1982 | 1990 | 1999 | 2006 | 2007 | 2012 | 2017 | 2022 | - |
| ---- | ---- | ---- | ---- | ---- | ---- | ---- | ---- | - |
| 458  | 504  | 528  | 561  | 566  | 544  | 551  | 542  | - |

## Économie

### Revenus de la population et fiscalité
En 2019, le nombre de ménages fiscaux de la commune était de 227, représentant 571 personnes et la  médiane du revenu disponible par unité de consommation  de 21 930 euros.

### Emploi
En 2019, le nombre total d’emplois dans la zone était de 54, occupant 230 actifs  résidants (dont 11,8 % dans la commune de résidence et 88,2 % dans une commune autre que la commune de résidence).
Le taux d'activité de la population (actifs ayant un emploi) âgée de 15 à 64 ans s'élevait à 69,3 % contre un taux de chômage de 5,4 %. 
Les 25,3 % d’inactifs se répartissent de la façon suivante : 7,6 % d’étudiants et stagiaires non rémunérés, 8,5 % de retraités ou préretraités et 9,2 % pour les autres inactifs.

### Secteurs d'activité

#### Entreprises et commerces
Au 31 décembre 2019, le nombre d’unités légales (activités marchandes hors agriculture) par secteur d'activité était de 20 dont 3 dans l’industrie manufacturière, industries extractives et autres, 5 dans la construction, 4 dans le commerce de gros et de détail, transports, hébergement et restauration, 2 dans les activités immobilières, 5 dans les activités spécialisées, scientifiques et techniques et activités de services administratifs et de soutien et 1 était relatif aux autres activités de services.
En 2021, 5 entreprises ont été créées sur le territoire de la commune, dont 4 individuelles.
Au 1er janvier 2022, la commune ne disposait pas d’hôtel et de terrain de camping.

#### Agriculture
Jutigny est dans la petite région agricole dénommée le « Montois », une petite région à l'est du département, en limite sud de la Brie. En 2010, l'orientation technico-économique de l'agriculture sur la commune est la culture de céréales et d'oléoprotéagineux (COP).
Si la productivité agricole de la Seine-et-Marne se situe dans le peloton de tête des départements français, le département enregistre un double phénomène de disparition des terres cultivables (près de 2 000 ha par an dans les années 1980, moins dans les années 2000) et de réduction d'environ 30 % du nombre d'agriculteurs dans les années 2010. Cette tendance se retrouve au niveau de la commune où le nombre d’exploitations est passé de 7 en 1988 à 4 en 2010. Parallèlement, la taille de ces exploitations augmente, passant de 67 ha en 1988 à 78 ha en 2010.
Le tableau ci-dessous présente les principales caractéristiques des exploitations agricoles de Jutigny, observées sur une période de 22 ans : 
|                                      | 1988 | 2000 | 2010 |
| ------------------------------------ | ---- | ---- | ---- |
| Dimension économique,                |      |      |      |
| Nombre d’exploitations (u)           | 7    | 4    | 4    |
| Travail (UTA)                        | 6    | 4    | 4    |
| Surface agricole utilisée (ha)       | 470  | 449  | 312  |
| Cultures                             |      |      |      |
| Terres labourables (ha)              | 463  | 443  | 304  |
| Céréales (ha)                        | 353  | 313  | s    |
| dont blé tendre (ha)                 | 195  | 196  | 105  |
| dont maïs-grain et maïs-semence (ha) | 108  | 61   | s    |
| Tournesol (ha)                       | 43   | s    | s    |
| Colza et navette (ha)                | 39   | 59   | 55   |
| Élevage                              |      |      |      |
| Cheptel (UGBTA)                      | 3    | 1    | 1    |

## Culture locale et patrimoine

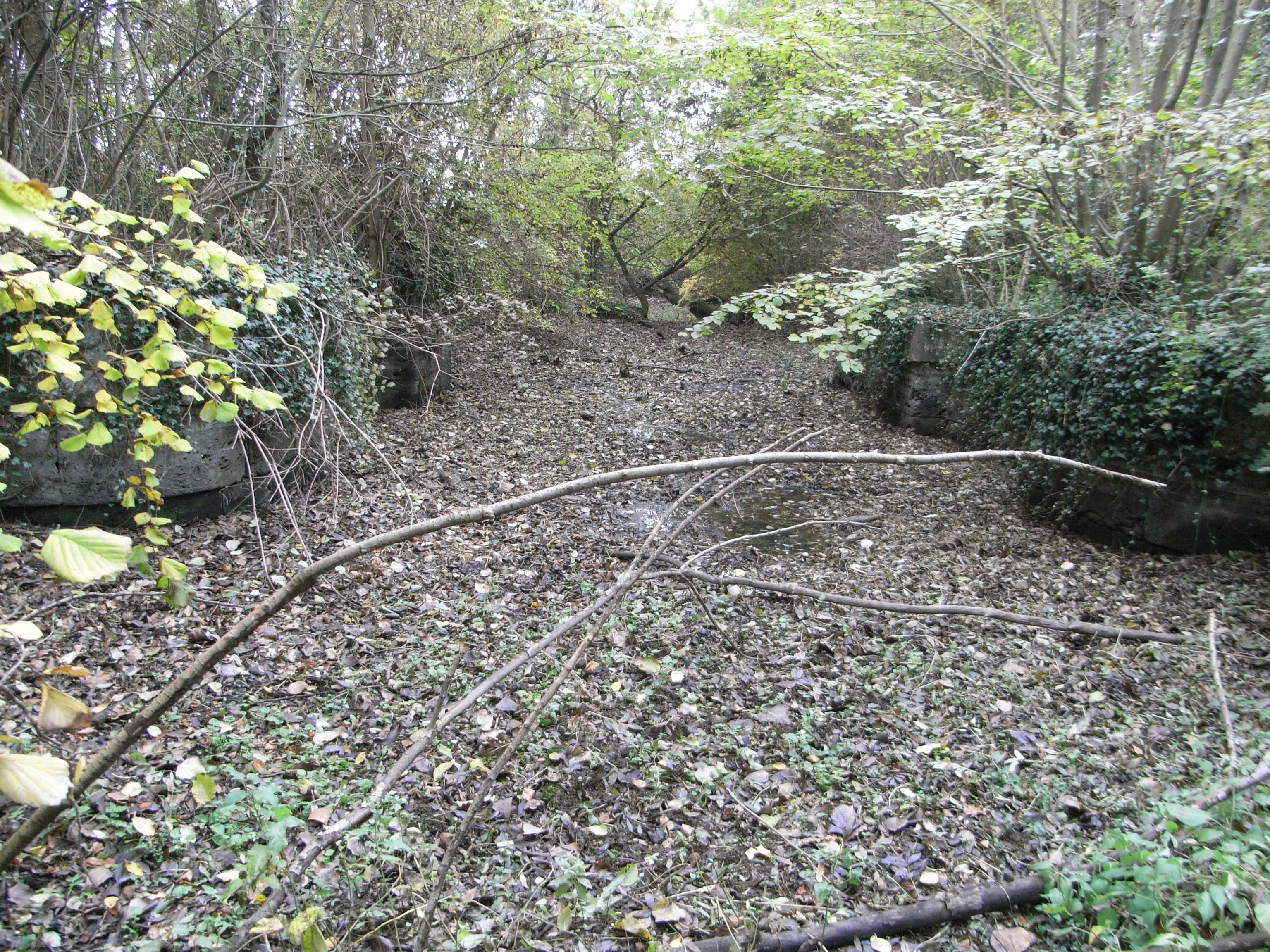
Restes d'une écluse à Jutigny.

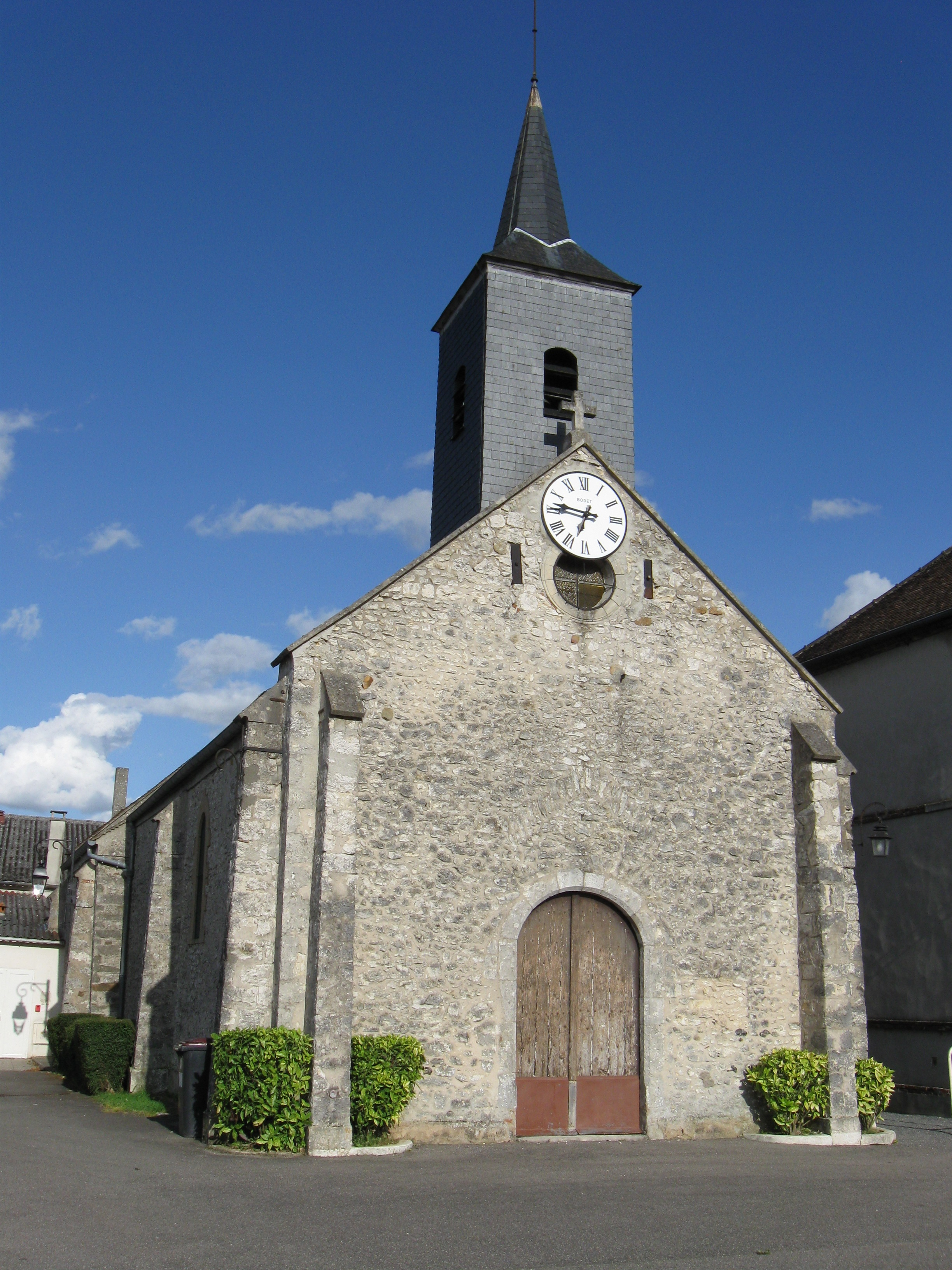
L'église Saint-Hubert-et-Saint-Roch.

### Monuments et lieux remarquables
La commune ne compte pas de monument répertorié à l'inventaire des monuments historiques (Base Mérimée).
- L'église Saint-Hubert-et-Saint-Roch.

### Autres lieux et monuments
Sur la commune se trouvent les restes d'une écluse, au milieu d'un bois. Elle faisait partie du projet de canal nommé le "canal royal de Provins" devant relier Provins à Paris, via la Seine. Le projet commencé en 1665 puis suivi par Vauban en 1700 n'a pas abouti. Seules quelques petites sections sont encore visibles, dont cette écluse.

### Héraldique
| Blason de Jutigny | Blason  | Coupé: au 1er de gueules au lévrier d'argent passant sur le trait du coupé, surmonté d'un cor d'or appendu au chef et accosté de deux épis de blé tigés et feuillés du même, celui de dextre posé en barre et celui de senestre posé en bande, au 2e parti au I d'azur à trois roues de moulin d'argent, au II d'argent semé de tourteaux de sable et au sautoir de gueules. |
| Blason de Jutigny | Détails | Le statut officiel du blason reste à déterminer. |